# Emmanuel Dyen
Emmanuel Dyen (Aix-les-Bains, 29 de junio de 1979) es un deportista francés que compitió en vela en la clase 49er.
Ganó una medalla de bronce en el Campeonato Mundial de 49er de 2013 y una medalla de plata en el Campeonato Europeo de 49er de 2010. Participó en dos Juegos Olímpicos de Verano, en los años 2008 y 2012, ocupando el sexto lugar en Londres 2012.

## Palmarés internacional
| \| Campeonato Mundial \| Campeonato Mundial \| Campeonato Mundial \| Campeonato Mundial \| \| Año \| Lugar \| Medalla \| Clase \| \| ------------------ \| ------------------ \| ------------------ \| ------------------ \| \| 2013 \| Marsella (Francia) \| Medalla de bronce \| 49er \| \| Campeonato Europeo \| \| \| \| \| Año \| Lugar \| Medalla \| Clase \| \| 2010 \| Sopot (Polonia) \| Medalla de plata \| 49er \| |                    |                   |       |
| Campeonato Mundial |                    |                   |       |
| Año | Lugar              | Medalla           | Clase |
| 2013 | Marsella (Francia) | Medalla de bronce | 49er  |
| Campeonato Europeo |                    |                   |       |
| Año | Lugar              | Medalla           | Clase |
| 2010 | Sopot (Polonia)    | Medalla de plata  | 49er  |